# Domaine et réserve de Bushimaie
Le domaine de chasse et la réserve de Bushimaie sont une aire protégée de la république démocratique du Congo, située entre Mwene-Ditu dans la province du Kasaï Oriental, Luiza dans la province du Kasaï occidental et Kapanga dans le Katanga. Le domaine est créé en 1958 et sa superficie est approximativement 4 700 000 ha. Ces espèces principales sont les hippopotames, les sitatungas, et les buffles,.